# Distrito Escolar Unificado de Coronado
El Coronado Unified School District o en español como el Distrito Escolar Unificado de Coronado es el distrito escolar de la ciudad de Coronado, California.

## Misión
A través de rigurosos estándares académicos, altas expectativas, y un plan coordinado de estudios, el Distrito Escolar Unificado de Coronado, en colaboración con nuestras pequeñas comunidades, se graduarán los estudiantes con los conocimientos y las aptitudes necesarias para sobresalir en la educación superior, carreras profesionales, sociedad, y la confianza con la vida no sólo a soñar, pero a fin de determinar su futuro.

## Escuelas
- Coronado High School
- Coronado School of the Arts
- CHS/CNMA-Coronado New Media Academy
- CMS-The Middle School
- Silver Strand Elementary-An Elementary School
- Village Elementary-Formerly: Central Elementary School
- Palm Academy-Alternative High School
- Coronado Adult Education/ROP-The Adult School
- Crown Elementary School-1955-?
- Glorietta School